# ورزشگاه لیبرو لیبراتی
ورزشگاه لیبرو لیبراتی (به ایتالیایی: Stadio Libero Liberati) ورزشگاهی در شهر ترنی در کشور ایتالیا است.
بازی‌های خانگی باشگاه فوتبال تارنانا در این ورزشگاه برگزار می‌شود.